# Łucjan Kościelecki
Łucjan Kościelecki (właśc. Alfons Kościelecki, także Lucjan Alfons Witold Adalbertus Kościelecki, ps. Łucjan oraz Sarmaticus, ur. 22 kwietnia 1850 w Jaryczowie Nowym, zm. 4 grudnia 1907 w Otwocku) – aktor, reżyser, dyrektor teatrów, organizator ruchu teatralnego, dziennikarz i literat.

## Wczesne lata
Urodził się w Jaryczowie Nowym w Galicji (obecnie obwód lwowski na Ukrainie) jako syn właściciela ziemskiego Andrzeja Jana Klemensa Kościeleckiego i Karoliny z Pokorskich. Uczył się w gimnazjum w Przemyślu oraz a kursach handlowych we Lwowie.

## Kariera aktorska
Debiutował prawdopodobnie w 1869 r. w jednym z zespołów prowincjonalnych. Występował w teatrach prowincjonalnych w zespołach: Gustawa Zimajera (1869) Piotra Woźniakowskiego (1871–1872), Kazimierza Filleborna (1878), Aleksandra Łukowicza (1882), Józefa Teksla (1882), Józefa Kasprowicza (1883), Juliana Grabińskiego (1876, 1883) i Józefa Puchniewskiego (sez. 1883/1884) oraz w warszawskich teatrach ogródkowych: „Eldorado” (1875), „Tivoli” (1876), „Bella Vue” (1877, 1889, 1890), „Arkadia” (1878), „Alhambra” (1882). Występował również w teatrach stałych: krakowskim (1872, sez. 1877/1878) i poznańskim (1882). Preferował poważne role m.in. Kostryna (Balladyna) i Jagona (Otello), ale grywał również role komediowe np. Seweryna (Pan Damazy) i Leona (Wielki człowiek do małych interesów). Zakończył karierę aktorską z powodu postępującej głuchoty.

## Zarządzanie zespołami teatralnymi
W styczniu 1877 r. zorganizował pierwszy zespół wraz z Franciszkiem Idziakowskim i Władysławem Wernerem o charakterze wędrownego teatru prowincjonalnego, z którym występował w Kaliszu, Płocku i Lublinie. Przez okres kilku miesięcy w latach 1881–1882 był dyrektorem Teatru Polskiego w Poznaniu. Zasłużył się jako twórca stałego teatru łódzkiego: objął dyrekcję w 1888. Działalność teatru zainaugurował sztuką Małżeństwo Apfel. W 1890 r. ustąpił ze stanowiska z powodu trudności materialnych. W kolejnych latach nadal prowadził wędrowne zespoły teatralne, występujące w Królestwie Polskim (m.in. we Włocławku, Płocku, Busku, Ojcowie i Suwałkach) oraz poza jego granicami (w Petersburgu, Moskwie, Rydze i Mitawie). Ostatni raz próbował zorganizować zespół w Petersburgu w 1898 r.

## Praca dziennikarska
W młodości pisywał recenzje do prasy lwowskiej. Powrócił do pracy dziennikarskiej po zakończeniu kariery aktorskiej (ok. 1884 r.). Pracował jako felietonista i sekretarz w redakcji „Dziennika Łódzkiego”, poruszając ważne dla społeczności miasta problemy polonizacji handlu i przemysłu oraz rozwoju polskiej prasy w Łodzi, a także postulując utworzenie stałej sceny teatralnej w tym mieście. Współpracował stale z „Kurierem Codziennym”. Pisywał recenzje do „Kuriera Teatralnego” i „Gońca Porannego i Wieczornego”.

## Twórczość literacka
Pisał i tłumaczył sztuki teatralne. Bibliografia XIX w. Karola Estreichera podaje tytuły: Adwokat pokątny (1882), Jana (ok. 1899), Mykita (1880), Porwanie Sabinek (1885), Ukraińcy (rok nieznany) oraz Warszawianki (1882).

## Upamiętnienie
W 2024 r. Teatr im. S. Jaracza w Łodzi zorganizował Konkurs Dramaturgiczny im. Łucjana Kościeleckiego.